# Trest smrti v Severní Makedonii
Trest smrti v Severní Makedonii zakazuje ústava. Podle této ústavy „lidské právo na život je neodvolatelné. Trest smrti se v Makedonské republice za žádných okolností neukládá“. Severní Makedonie jako člen Rady Evropy podepsala a ratifikovala protokol č. 6 Úmluvy o ochraně lidských práv a základních svobod i protokol č. 13 Úmluvy o ochraně lidských práv a základních svobod. Protokol č. 6 byl ratifikován dne 10. dubna 1997 a vešel v platnost dne 1. května 1997. Protokol č. 13 byl ratifikován dne 13. července 2004 a v platnost vešel dne 1. listopadu 2004.

## Seznam poprav od roku 1959 na území Severní Makedonie
Seznam osob popravených na území Severní Makedonie od roku 1960 do roku 1974.
| Jméno popravené osoby | Pohlaví | Datum rozsudku | Datum popravy | Místo popravy | Zločin         | Metoda popravy      |
| --------------------- | ------- | -------------- | ------------- | ------------- | -------------- | ------------------- |
| Ismail Tairi          | muž     | 1969           | 1969          | Skopje        | vražda         | poprava zastřelením |
| Miljaim Ćaili         | muž     | 23. října 1974 | 1977          | Skopje        | dvojitá vražda | poprava zastřelením |